# La Esperanza (Huimanguillo)
La Esperanza es una localidad del municipio de Huimanguillo ubicado en la subregión de la Chontalpa del estado mexicano de Tabasco.

## Geografía
La localidad de La Esperanza se sitúa en las coordenadas geográficas 17°55′48″N 93°38′06″O / 17.930000, -93.635000, a una elevación de 11 metros sobre el nivel del mar.

## Demografía
Según el Conteo de Población y Vivienda 2020, efectuado por el Instituto Nacional de Estadística y Geografía, la localidad de La Esperanza tiene 508 habitantes, de los cuales 255 son del sexo masculino y 253 del sexo femenino. Su tasa de fecundidad es de 2.74 hijos por mujer y tiene 133 viviendas particulares habitadas.
| Gráfica de evolución demográfica de La Esperanza entre 1990 y 2020 |
|                                                                    |
| INEGI.                                                             |